# Fonction de Morse
En analyse, une fonction de Morse est une fonction différentiable de classe au moins {\displaystyle {\mathcal {C}}^{2}} dont les points critiques sont non dégénérés. La notion fut introduite par Marston Morse en 1925. En topologie différentielle, l'utilisation des fonctions de Morse s'est avérée centrale dans la preuve du théorème du h-cobordisme (en).

## Définition
Soit {\displaystyle f} une fonction numérique de classe au moins {\displaystyle {\mathcal {C}}^{2}} définie soit sur un ouvert {\displaystyle U} de {\displaystyle \mathbb {R} ^{n}} soit sur une variété différentielle {\displaystyle M}.
Définitions :
- Un point {\displaystyle x} du domaine de {\displaystyle f} est dit être un point critique de la fonction {\displaystyle f} si la différentielle de {\displaystyle f} est nulle en {\displaystyle x}, i.e. si {\displaystyle \mathrm {d} f|_{x}=0}.
- Un point critique {\displaystyle x} de {\displaystyle f} est dit non dégénéré si la hessienne de {\displaystyle f} en {\displaystyle x} est non dégénérée.
- La fonction {\displaystyle f} est dite fonction de Morse si ses points critiques sont tous non dégénérés.
- L'indice de Morse {\displaystyle \mathrm {ind} (x)} d'un point critique {\displaystyle x} d'une fonction de Morse {\displaystyle f} est le nombre de valeurs propres négatives de la hessienne de {\displaystyle f} en {\displaystyle x}.

## Propriétés des fonctions de Morse
En vertu du lemme de Morse, autour de tout point critique {\displaystyle x} d'une fonction de Morse {\displaystyle f}, il existe un voisinage ouvert {\displaystyle U} de {\displaystyle x} et un système de coordonnées locales {\displaystyle \{y_{i}\}_{i=1,...,n}} sur {\displaystyle U} tel que pour tout {\displaystyle y\in U} on ait :
{\displaystyle f(y)=f(x)-\sum _{i=1}^{\mathrm {ind} (x)}y_{i}^{2}+\sum _{i=\mathrm {ind} (x)+1}^{n}y_{i}^{2}}
Ceci implique, en particulier, que les points critiques d'une fonction de Morse sont des points isolés.

## Généricité des fonctions de Morse
Sur une variété différentielle {\displaystyle M}, il existe une panoplie de fonctions de Morse. En effet, l'ensemble des fonctions de Morse lisses sur {\displaystyle M} forme un sous-ensemble ouvert et dense dans l'espace {\displaystyle {\mathcal {C}}^{\infty }(M;\mathbb {R} )} des fonctions réelles lisses sur {\displaystyle M}.